# Швіфтінг
Швіфтінг (нім. Schwifting) — громада в Німеччині, розташована в землі Баварія. Підпорядковується адміністративному округу Верхня Баварія. Входить до складу району Ландсберг. Складова частина об'єднання громад Пюрген.
Площа — 11,45 км2. Населення становить 1048 ос. (станом на 31 грудня 2020).